# Bryum mieheanum
Bryum mieheanum är en bladmossart som beskrevs av Harumi Ochi 1993. Bryum mieheanum ingår i släktet bryummossor, och familjen Bryaceae. Inga underarter finns listade i Catalogue of Life.